# العلاقات البرازيلية الكورية الشمالية
العلاقات البرازيلية الكورية الشمالية هي العلاقات الثنائية التي تجمع بين البرازيل وكوريا الشمالية. للبرازيل سفارة في بيونغيانغ.

## مقارنة بين البلدين
هذه مقارنة عامة ومرجعية للدولتين:
| وجه المقارنة                                              | البرازيل | كوريا الشمالية                        |
| --------------------------------------------------------- | --- | ------------------------------------- |
| المساحة (كم2)                                             | 8.52 مليون | 120.54 ألف                            |
| عدد السكان (نسمة)                                         | 202.66 مليون | 25.49 مليون                           |
| الكثافة السكانية (ن./كم²)                                 | 23.79 | 211.47                                |
| العاصمة                                                   | برازيليا، ريو دي جانيرو | بيونغيانغ                             |
| اللغة الرسمية                                             | برتغالية برازيلية، Brazilian Sign Language ‏ | لغة كوريا الشمالية القياسية ‏          |
| العملة                                                    | ريال برازيلي، كروزيرو ريال برازيلي ‏، كروزيرو البرازيلية (1990–1993)، البرازيلي كروزادو نوفو، كروزادو برازيلي، cruzeiro ‏، كروزيرو البرازيلية (1942–1967)، الريال البرازيلي (قديم) | وون كوري شمالي                        |
| الناتج المحلي الإجمالي (بليون دولار)                      | 2.06 تريليون |                                       |
| الناتج المحلي الإجمالي (تعادل القوة الشرائية) بليون دولار | 3.22 تريليون |                                       |
| الناتج المحلي الإجمالي الاسمي للفرد دولار أمريكي          | 8.54 ألف |                                       |
| الناتج المحلي الإجمالي للفرد دولار أمريكي                 | 15.89 ألف |                                       |
| مؤشر التنمية البشرية                                      | 0.754 |                                       |
| رمز المكالمات الدولي                                      | +55 | +850                                  |
| رمز الإنترنت                                              | .br | .kp                                   |
| المنطقة الزمنية                                           | | ت ع م+08:30، ت ع م+08:30، ت ع م+09:00 |

## منظمات دولية مشتركة
يشترك البلدان في عضوية مجموعة من المنظمات الدولية، منها:
| علم المنظمة | اسم المنظمة              | تاريخ انضمام البرازيل | تاريخ انضمام كوريا الشمالية |
| ----------- | ------------------------ | --------------------- | --------------------------- |
|             | يونسكو                   | 4 نوفمبر 1946         | 18 أكتوبر 1974              |
|             | الاتحاد البريدي العالمي  | ?                     | ?                           |
|             | الاتحاد الدولي للاتصالات | 4 يوليو 1877          | ?                           |
|             | الأمم المتحدة            | 24 أكتوبر 1945        | 17 سبتمبر 1991              |
|             | منظمة الصحة العالمية     | ?                     | ?                           |

## وصلات خارجية
- موقع وزارة الخارجية البرازيلية
- موقع وزارة الخارجية الكورية الشمالية